# Spectre M4
A Spectre M4 é uma submetralhadora italiana produzida pela fábrica SITES em Turim. Foi projetada por Roberto Teppa e Claudio Gritti em meados da década de 1980. A produção na Itália cessou no ano de 1997, com o fechamento do SITES, mas prosseguiu em números muito pequenos na Suíça através da Greco Sport S.A., empresa fundada por Gritti, até 2001. A Spectre é uma arma compacta e leve, projetada para poder de fogo instantâneo em combate a curtas distâncias. Os quatro modelos têm coronhas dobráveis e estavam disponíveis com ou sem empunhadura frontal à frente do alojamento do carregador. A Spectre, em grande parte em aço, possui uma empunhadura sobremoldada em polímero, retém de carregador e alavancas seletoras/de segurança.
A Spectre é usada pelas forças especiais italianas, além de ter sido amplamente exportada.

## Operadores
- França: Usada pela Polícia Nacional.
- Itália: Usada em operações especiais, bem como unidades policiais.
- Líbano: Usada durante a Guerra Civil Libanesa;[2] possivelmente testada pela polícia[3]
- Kosovo: Usada pelo Exército de Libertação do Kosovo e pelo Exército de Libertação Nacional[4]